# Saurauia thorelii
Saurauia thorelii är en tvåhjärtbladig växtart som beskrevs av Achille Eugène Finet och Gagnep. Saurauia thorelii ingår i släktet Saurauia och familjen Actinidiaceae. Inga underarter finns listade i Catalogue of Life.